# Portanus acerus
Portanus acerus är en insektsart som beskrevs av Delong 1976. Portanus acerus ingår i släktet Portanus och familjen dvärgstritar. Inga underarter finns listade i Catalogue of Life.